# Сарецо
Сарецо је насеље у Италији у округу Бреша, региону Ломбардија.
Према процени из 2011. у насељу је живело 13295 становника. Насеље се налази на надморској висини од 275 м.

## Становништво
Према резултатима пописа становништва 2011. у општини је живело 1.901 становника.
| 1951. | 1961. | 1971. | 1981.  | 1991.  | 2001.  | 2011. |
| ----- | ----- | ----- | ------ | ------ | ------ | ----- |
| 6.582 | 7.527 | 9.560 | 10.822 | 11.044 | 11.652 | 1.901 |

## Партнерски градови
- Oberhaslach